# Anna Michelotti

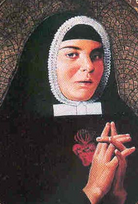
Anna Michelotti (um 1900)

Anna Michelotti PSSC – Ordensname: Johanna Franziska von der Heimsuchung Mariä (* 29. August 1843 in Annecy; † 1. Februar 1888 in Turin) ist eine französische Ordensfrau und die Gründerin der Kongregation der Kleine Dienerinnen des Heiligen Herzens Jesu (Piccole Serve del S. Cuore di Gesù e degli ammalati), ein Ordensinstitut päpstlichen Rechts. Sie zählt zu den sogenannten Turiner Sozialheiligen.

## Leben
Selbst schon ab zwölf Jahren in der Krankenpflege engagiert, ging sie 1871 nach Turin. Einige Jahre später gründete Michelotti dort eine Schwesternordensgemeinschaft, der sie selbst beitrat. Sie wurde am 8. August 1875 durch den Erzbischof von Turin, Lorenzo Gastaldi anerkannt. Das päpstliche Decretum laudis erhielt die Gemeinschaft am 3. Juni 1932. Die Konstitutionen wurden am 16. Januar 1940 endgültig durch den Heiligen Stuhl anerkannt. Das Generalat befindet sich in Turin. Die Ordensgemeinschaft war 2005 mit 158 Mitgliedern in 21 Häusern in Italien, Madagaskar und Rumänien tätig.

## Seligsprechung
Papst Paul VI. sprach Anna Michelotti am 1. November 1975 selig. Ihr Gedenktag ist am 1. Februar.